# Caius Gabriel Cibber
Caius Gabriel Cibber, dansko-britanski kipar, * 1630, Flensburg, † 1700.